# 박주원 (축구 선수)
박주원(朴柱元, 1990년 10월 19일~)은 대한민국의 축구 선수이며 포지션은 골키퍼이다. 현 천안 시티 FC에서 활약하고 있다.

## 구단 경력
2013년 대전 시티즌에 입단하였으나 데뷔 시즌엔 홍상준과 김선규와의 경쟁에서 뒤져 한 경기도 출전하지 못하였다. 2014년 2014 FA컵 목포시청과의 경기에서 데뷔전을 치렀고, 그뒤 포천 시민축구단과의 2014 FA컵 32라운드에 출전했으나, 2골을 허용하며 2 : 1로 패했다.
2014년 7월 6일 강원 FC와의 홈경기서 전반전 2골을 실점하는 등 부진한 김선규를 대신해 후반 교체 출전하며 리그 데뷔전을 치렀고, 7월 13일 FC 안양과의 경기에서 첫 선발출전하여 팀의 4:0 무실점 완벽한 대승을 이끌며 김선규를 밀어내며 주전으로 등극하였다.
시즌 막판 안양과의 홈경기서 3골을 실점하는 등의 부진을 보이기도 했지만, 다시 반등하였고, 수원 FC와의 2014시즌 홈폐막전서 선전하며 5 : 2 대승을 이끌었으며, 2014 시즌 대전 시티즌의 K리그 챌린지 우승에 이바지함과 동시에 K리그 챌린지 베스트 11에 선정되었다.
2015 시즌 초반 오승훈에게 밀리는 듯하였지만, 오승훈이 앞서 부진하자 울산 현대와의 홈경기서 2015시즌 첫 선발출전해 대전의 2015시즌 첫승점에 기여하였고,부진한 오승훈을 밀어내고 다시 주전으로 거듭났다.
하지만 최문식 감독이 새로 부임하고 나서 7월5일 전북 현대 모터스전 4골 실점, 7월 12일 전남 드래곤즈전 3골 실점으로 홈 두 경기 동안 7골을 실점하는 부진한 모습을 보였으며 시즌 후반 다시 오승훈에게 밀렸고, 2015시즌 마지막 경기인 광주 FC전에 다시 선발로 출전했으나 2골을 허용했다.
2016년 4월 2일 서울 이랜드와의 원정경기를 통해 2016시즌 첫경기를 가졌으며 2골을 허용하며 대전은 2 : 0으로 패했다.
이후 잠시 이범수에게 밀리는 듯 했지만, 부진으로 주춤한 사이 4월 24일 부산 아이파크와의 홈경기에 출전해 활약하며 대전의 2016시즌 첫승에 기여하였다.
5월 5일 FC 안양과의 원정경기서 박승일의 페널티킥을 막는 과정에서 몸에 맞고 골로 연결되며 프로 데뷔후 첫 자책골을 기록하기도 했다.
5월 11일 수원 FC와의 FA컵 경기서 수원FC의 승부차기를 여러차례 선방해내며 대전의 FA컵 16강 진출에 기여했다.
2016년 8월 14일 강원 FC와의 홈경기서 활약하며 경기 MOM에 선정되었다.
2017시즌을 앞두고 군복무를 위해 아산 무궁화 축구단에 입대하였지만 2017시즌에는 리그 단 한경기도 출장하지 못하였으나, 2018시즌엔 부상에서 복귀후 16경기에 출전하여 6차례 베스트 11에 선정되며 화려하게 복귀했다.
2020시즌을 앞두고 대전 시티즌이 기업구단인 대전 하나 시티즌으로 전환되었다. 하지만 팀에 김동준이 영입되면서 주전 골키퍼 자리를 내주었다.
2022시즌을 앞두고 충남 아산 FC에 입단했다.

## 수상

### 구단

#### 대전 시티즌
- K리그 챌린지
  - 우승 1회 : 2014

### 개인

#### 대전 시티즌
- K리그 챌린지 베스트 11 (1) : 2014

## 기타
2018년 단핵구증에 걸려 투병하며 슬럼프에 빠졌지만 시즌 마무리 무렵 완치하여 아산무궁화경찰청팀 전역후 2019년 시즌에 대전시티즌으로 복귀하여 통상 100경기 이상의 출장기록 이루었다.